# مانوئل سومرس
مانوئل سومرس (اسپانیایی: Manuel Summers‎؛ ‏ ۲۶ مارس ۱۹۳۵ – ۱۲ ژوئن ۱۹۹۳) کارگردان فیلم و فیلم‌نامه‌نویس اهل اسپانیا بود.
از فیلم‌ها یا مجموعه‌های تلویزیونی که وی در آن‌ها نقش داشته است، می‌توان به مار و پله و هنر زندگی اشاره نمود.